# 아이돌집
《아이돌집》은 SBS MTV에서 방영했었던 텔레비전 프로그램이다.

## 방송 개요
잠시 자리를 비워야 하는 아이돌의 매니저들을 위해 아이돌 임시 보호소를 자처한 신개념 아이돌 리얼 버라이어티 프로그램

## 코너

### 방영 코너
음악시간, 레크리에이션 시간, 파티 시간 및 간식 시간